# Vanclans
Vanclans est une ancienne commune française située dans le département du Doubs en région Franche-Comté, devenue, le 1er janvier 2016, une commune déléguée de la commune nouvelle des Premiers-Sapins.
Les habitants de Vanclans sont appelés les Vanclanais et Vanclanaises.

## Géographie

### Toponymie
Venclens en 1110 ; Vanclens en 1148 ; Vaclans en 1281 ; Voinclans en 1464 ; Vanclans depuis 1551.

## Histoire
Vestiges du château de Cicon et de ses deux bourgs castraux situé a 916 mètres.
Véritable nid d'aigle, cité en 1093, sous la forme de castrum sancti mauricis, le château de Cicon a été assiégé, pris et brûlé en 1346 pendant la Guerre des barons comtois. 
Restauré, il ne sera définitivement détruit et abandonné que vers 1479, lors des guerres de Bourgogne.
Les archives mentionnent à plusieurs reprises, dans le courant du XVIe siècle, les ruines des château et bourgs de Cicon.
De nos jours, on peut remarquer : 
- un premier double fossé, taillé dans le roc vif, et qui protégeait la basse-cour. Sur cette dernière, une grande citerne (ou plutôt un cellier) carré taillée dans le roc, apparaît aux yeux du visiteur.

Surplombant le fossé, avait été bâtie une première tour carrée encore citée en 1546, mais étant en ruine à cette époque là.
- un second et profond fossé qui protégeait la partie "seigneuriale" qui supportait une haute et forte tour carrée (d'après les textes), en fait le donjon, et dont il n'en reste qu'un petit escalier descendant dans les substructures des caves (?).

Un bourg dit "bourg d'en bas" dont on voit encore les vestiges était situé au pied du donjon. Le bourg dit "bourg d'en haut" était situé non loin de la ferme de Beauregard.
Un accès rapide a été pratiqué dans le roc vif, et permettait d’accéder au château depuis le "bourg d'en bas".
Le site a été quelque peu «défiguré » et des vestiges détruits par l'implantation d'une ligne à haute tension.
Aujourd'hui, le lieu a été aménagé avec des escaliers et une table.

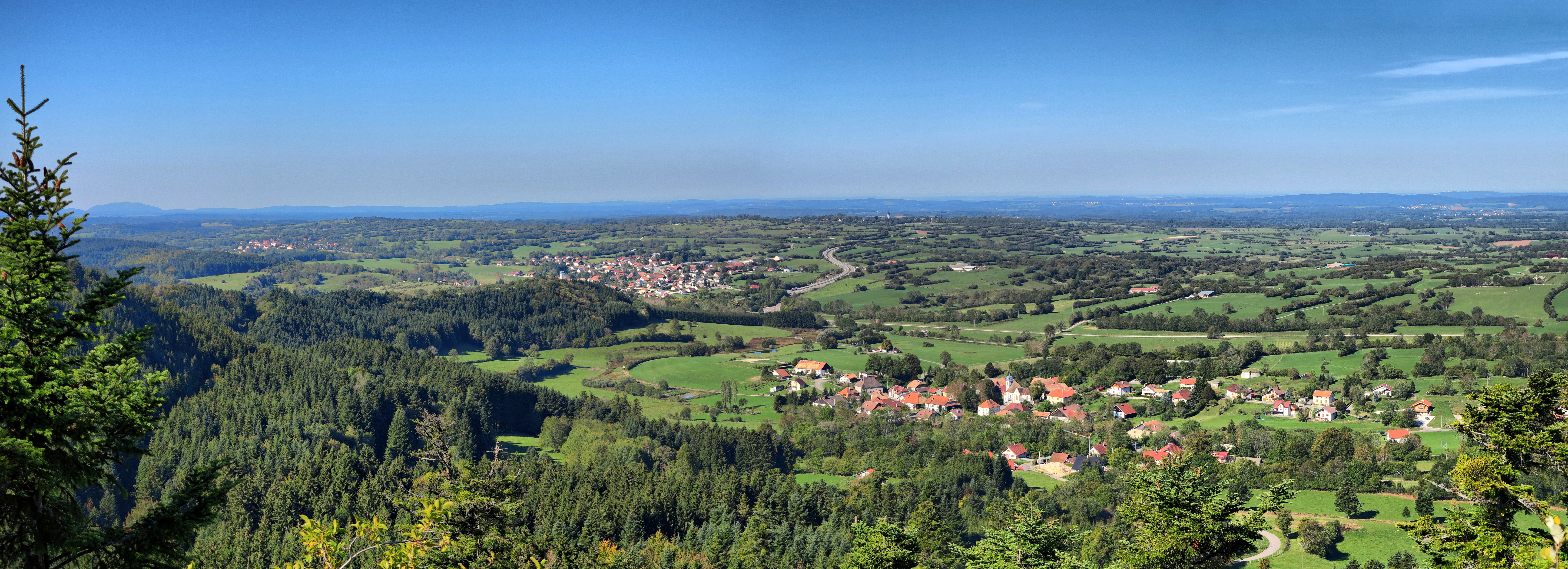
Panorama depuis les vestiges du château de Cicon.

## Politique et administration
| Période                                  | Période          | Identité         | Étiquette | Qualité                    |
| ---------------------------------------- | ---------------- | ---------------- | --------- | -------------------------- |
| mars 2001                                | 2008             | Pierre Andrez    |           |                            |
| mars 2008                                | novembre 2012    | Joseph Chanez    |           |                            |
| décembre 2012                            | 31 décembre 2015 | Jean-Marie Tarby | UMP-LR    | Retraité Fonction publique |
| Les données manquantes sont à compléter. |                  |                  |           |                            |

### Liste des maires délégués successifs
| Période                                  | Période  | Identité         | Étiquette | Qualité                    |
| ---------------------------------------- | -------- | ---------------- | --------- | -------------------------- |
| 1er janvier 2016                         | En cours | Jean-Marie Tarby | UMP-LR    | Retraité Fonction publique |
| Les données manquantes sont à compléter. |          |                  |           |                            |

## Démographie
L'évolution du nombre d'habitants est connue à travers les recensements de la population effectués dans la commune depuis 1793. À partir du 1er janvier 2009, les populations légales des communes sont publiées annuellement dans le cadre d'un recensement qui repose désormais sur une collecte d'information annuelle, concernant successivement tous les territoires communaux au cours d'une période de cinq ans. 
Pour les communes de moins de 10 000 habitants, une enquête de recensement portant sur toute la population est réalisée tous les cinq ans, les populations légales des années intermédiaires étant quant à elles estimées par interpolation ou extrapolation. Pour la commune, le premier recensement exhaustif entrant dans le cadre du nouveau dispositif a été réalisé en 2004,.
En 2013, la commune comptait 210 habitants, en évolution de +0,96 % par rapport à 2008 (Doubs : +2,04 %, France hors Mayotte : +2,49 %).
| 1793 | 1800 | 1806 | 1821 | 1831 | 1836 | 1841 | 1846 | 1851 |
| ---- | ---- | ---- | ---- | ---- | ---- | ---- | ---- | ---- |
| 242  | 195  | 287  | 306  | 286  | 288  | 272  | 313  | 326  |

| 1856 | 1861 | 1866 | 1872 | 1876 | 1881 | 1886 | 1891 | 1896 |
| ---- | ---- | ---- | ---- | ---- | ---- | ---- | ---- | ---- |
| 330  | 320  | 317  | 324  | 324  | 313  | 350  | 329  | 325  |

| 1901 | 1906 | 1911 | 1921 | 1926 | 1931 | 1936 | 1946 | 1954 |
| ---- | ---- | ---- | ---- | ---- | ---- | ---- | ---- | ---- |
| 308  | 311  | 311  | 274  | 274  | 259  | 265  | 257  | 231  |

| 1962 | 1968 | 1975 | 1982 | 1990 | 1999 | 2004 | 2009 | 2013 |
| ---- | ---- | ---- | ---- | ---- | ---- | ---- | ---- | ---- |
| 223  | 245  | 248  | 201  | 172  | 171  | 199  | 208  | 210  |

## Lieux et monuments

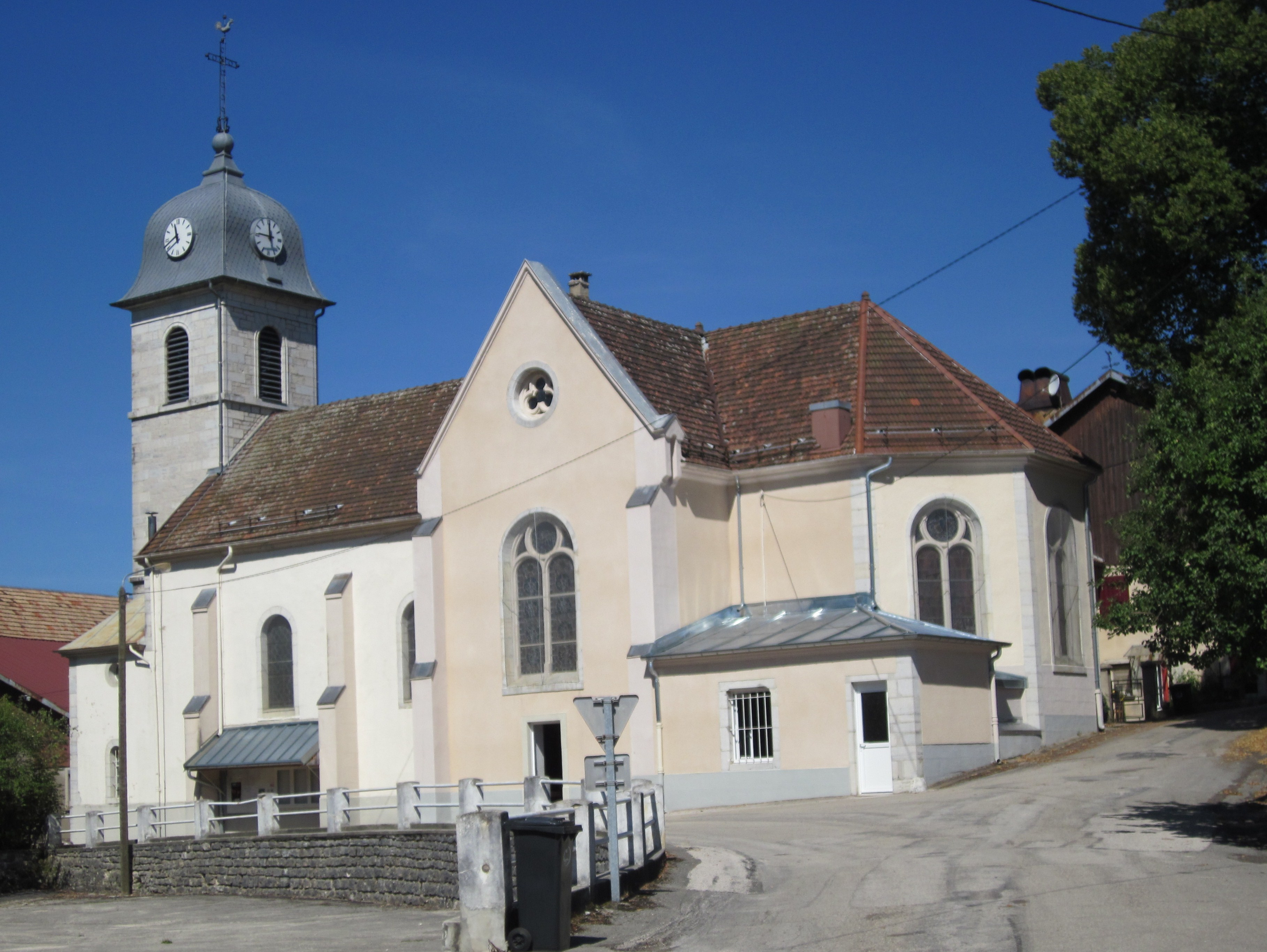
L'église de Vanclans.
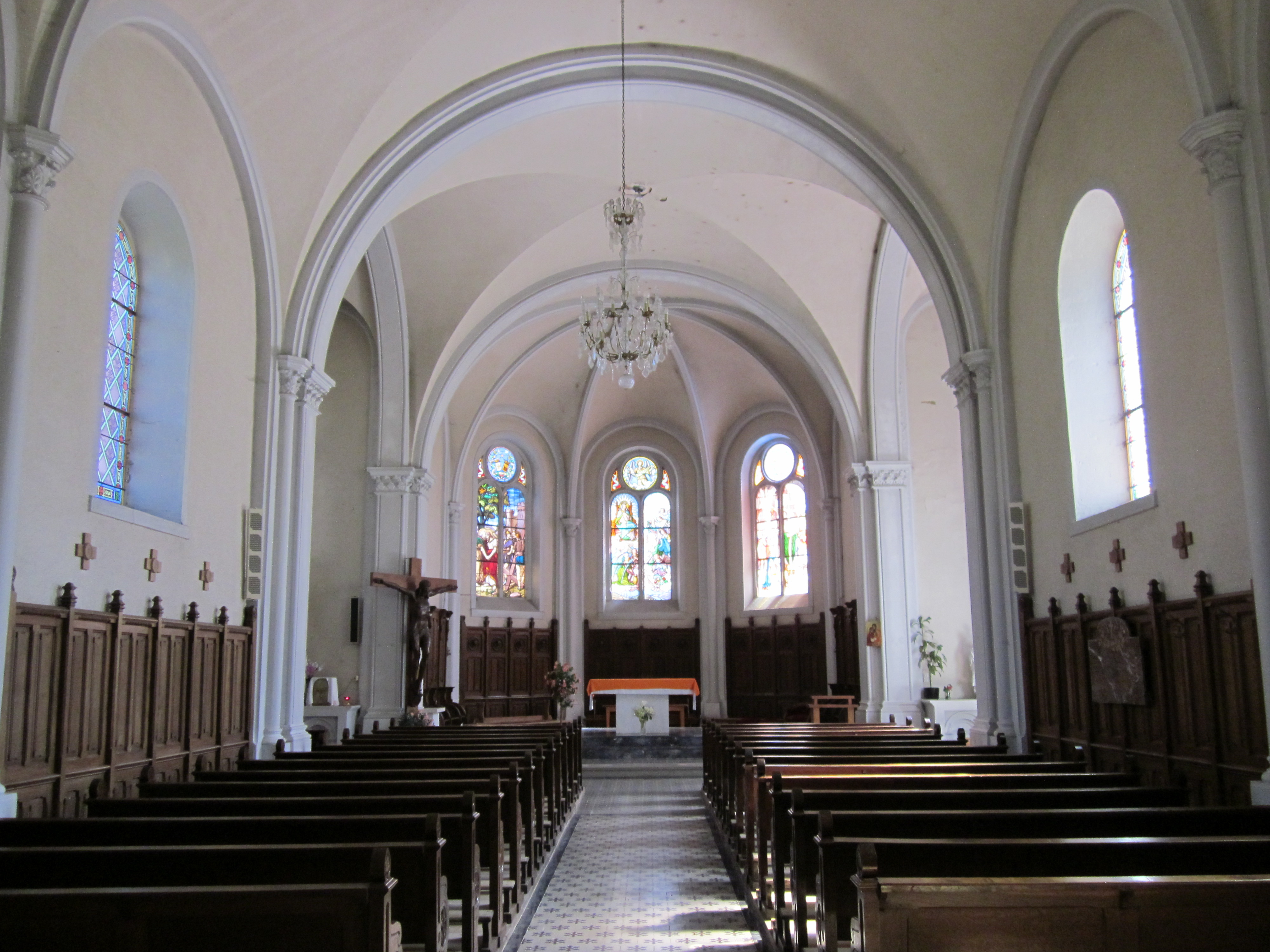
La nef de l'église.
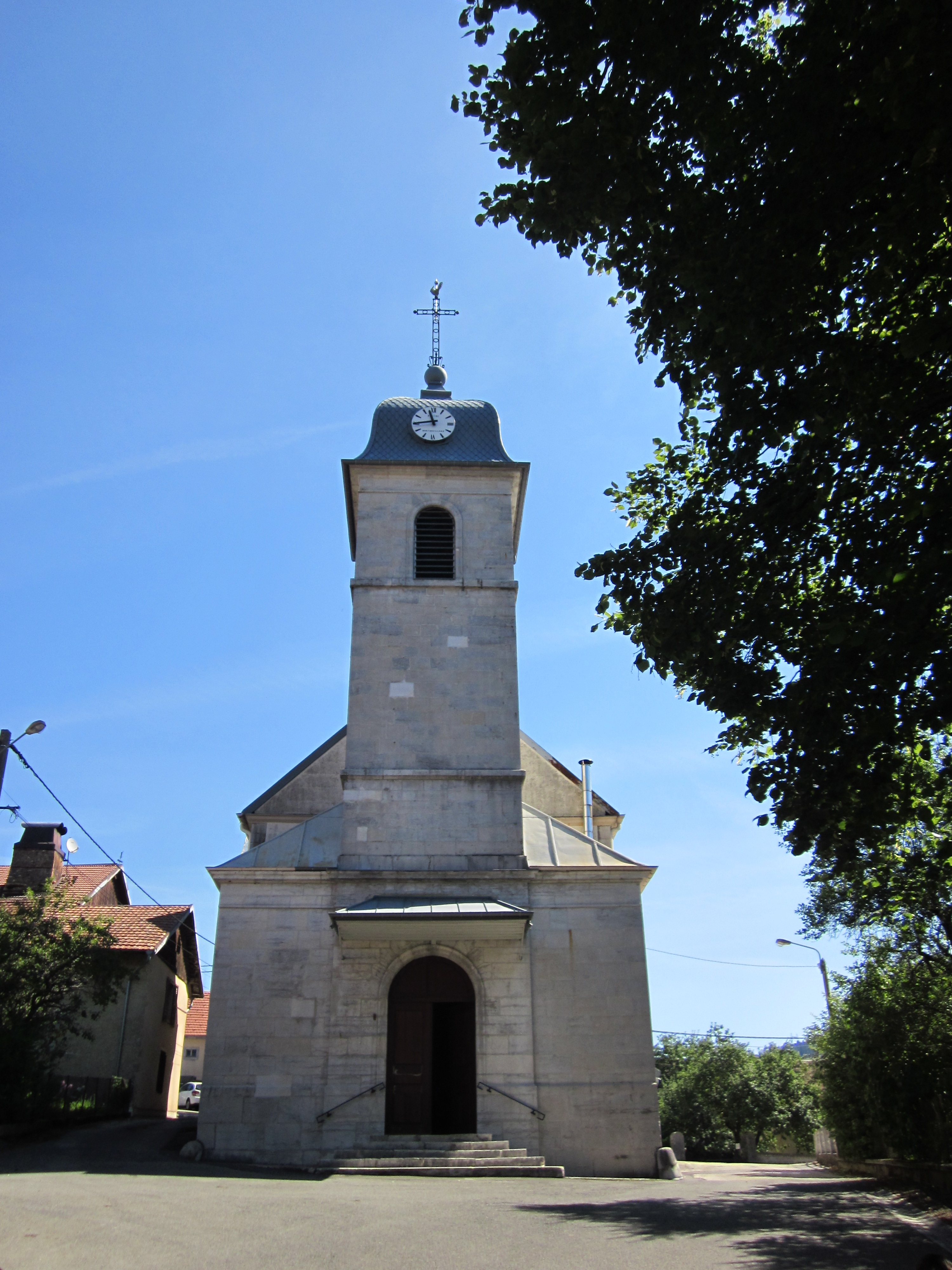
Le clocher.

- Église : dédiée à Notre-Dame-des-Anges et édifiée en 1838.

- Au-dessus du lieu-dit la Vèche se trouve le monument F.F.I.